# Pueblo sindi
Los indies o el pueblo sindi son un grupo etnolingüístico indo-ario que habla el idioma sindhi y es originario de la provincia de Sindh en Pakistán. Después de la partición de la India en 1947, la mayoría de los hindúes y sijs sindhi emigraron al recién formado Dominio de la India y otras partes del mundo. Hoy en día, los sindhis étnicos se encuentran predominantemente en Pakistán, mientras que una minoría reside en la India.

## Historia
Antes de las conquistas musulmanas de la India, los sindis practicaban principalmente el budismo y especialmente el hinduismo. El Islam se convierte entonces en gran parte en la mayoría después de numerosas conversiones influenciadas por clérigos sufíes, mientras que la región de Sind se integra en el Sultanato de Delhi y luego en el Imperio Mughal, del cual sigue siendo una región periférica.
Los sindis han sido durante mucho tiempo la mayoría en Sindh. Con la creación de Pakistán el 14 de agosto de 1947, la capital de la provincia de Karachi se convirtió en la capital de la nueva nación, también el lugar de nacimiento de Muhammad Ali Jinnah, padre de la nación. Sindh era entonces el lugar de recepción de la mayoría de los muchos refugiados musulmanes procedentes de la India. Estos “muhadjirs” se establecen principalmente en Karachi e Hyderabad, donde se convierten en la mayoría y ayudan a reorganizar las relaciones demográficas de la provincia.
A pesar de su adhesión a Pakistán, muchos sindíes contribuyen a la creación de un nacionalismo sindí del que Ghulam Murtaza Shah Syed es uno de los principales líderes, desafiando el poder central cada vez más dominado por los punjabis, el grupo étnico mayoritario del país. No obstante, la llegada al poder de Zulfikar Ali Bhutto en 1971 ayudará a anclar la provincia en el país, mientras que los sindis votarán especialmente en las próximas décadas a favor del Partido Popular de Pakistán, que a menudo preside la Asamblea Provincial de Sind y el gobierno local.
Sin embargo, los sindis continúan albergando numerosos agravios contra el poder central. En particular, piden el reconocimiento de su idioma, que temen que sea marginado a favor del urdu, exigen una mejor participación de la riqueza de la provincia y están preocupados por una posible exclusión y trastornos demográficos en su provincia. Como tal, podemos notar la llegada de muchos muhadjir y luego migrantes pastunes a las grandes ciudades, así como una élite punjabi vinculada al ejército que se apropió de tierras agrícolas.

## Demografía
Casi el 90% de los sindis viven en la provincia paquistaní de Sindh. Históricamente son el segundo grupo étnico más grande del país, pero enfrentan la competencia de los pastunes. Según una estimación del World Factbook publicado por la CIA en 2017, los sindíes representan el 14% de la población del país, frente al 15% de los pashtunes y el 45% de los punjabíes.
Según el censo de 2017, los sindis de habla sindhi representan el 62% de la población de sindh, cuando el 18% son muhadjirs de habla urdu con el 5% de pashtunes y el 5% de punjabis. Además, casi el 5% de los habitantes de la vecina provincia de Baluchistán son sindis (especialmente en Lasbela6) y representan menos del 1% de la población de las demás provincias del país.